# Biserica Catolică

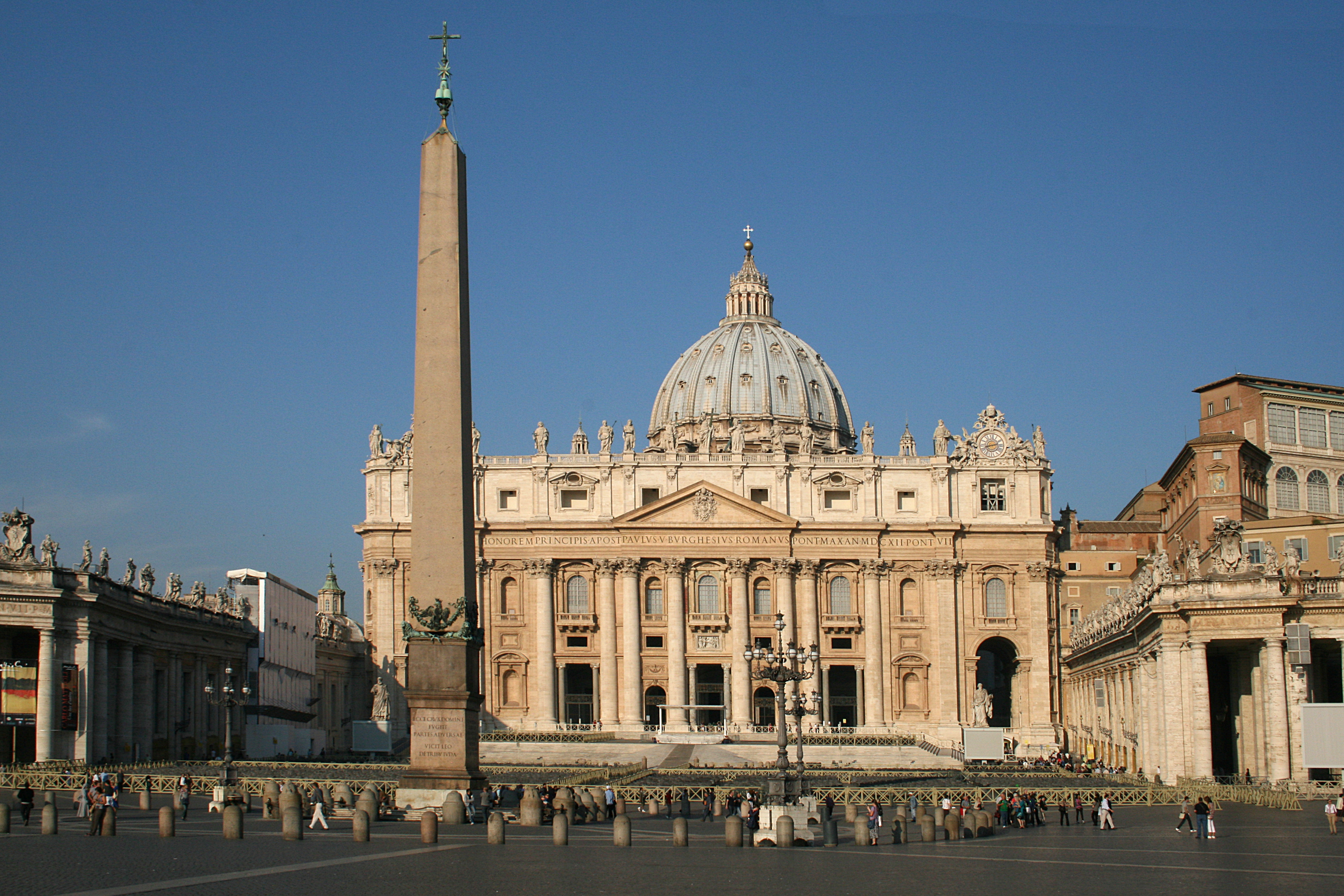
Bazilica Sfântul Petru din Roma, cea mai mare biserică creștină din lume și centrul catolicismului

Biserica Catolică (din greacă καθολικός, în traducere „universal”, derivat din κατ'όλον, „care formează un întreg”) este totalitatea credincioșilor uniți prin crezul apostolic și sfintele taine sub autoritatea papei și a episcopilor aflați în comuniune cu el. Catolicii constituie cel mai numeros grup religios din lume, cu numeroase ordine călugărești. Biserica Catolică este formată dintr-un număr de biserici particulare, definite pe criterii teritoriale și rituale. În sfera de influență occidentală bisericile particulare sunt numite dieceze, iar în sfera de influență orientală, eparhii. Toate aceste organizații au în fruntea lor un episcop, considerat de credincioși ca fiind succesor direct al apostolilor. În fruntea colegiului episcopilor se află episcopul Romei, cunoscut sub numele de papă, care este văzut de credincioșii catolici drept succesor al Sfântului Petru, întâistătătorul colegiului apostolilor lui Isus Cristos.
Biserica Catolică numără peste 1,27 miliarde de credincioși.
Biserica Catolică desfășoară serviciile religioase după mai multe rituri, între care cel mai răspândit este ritul latin, practicat de Biserica Romano-Catolică. Un loc important îl are ritul bizantin, practicat, între altele, de Biserica Română Unită cu Roma.

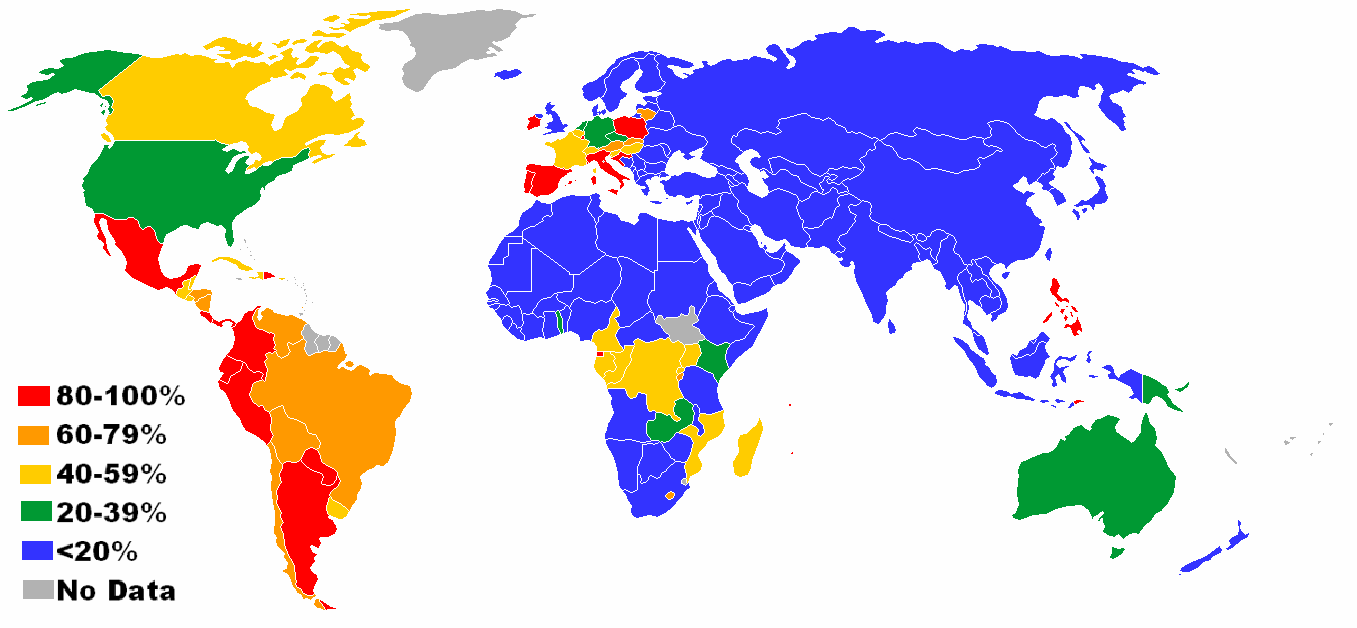
Distribuția credincioșilor catolici pe glob

### Rituri latine
1. Biserica Romano-Catolică
Ritul roman, acum este predominant
Ritul ambrozian
Ritul de Braga
Ritul cartuzian
Ritul mozarab
Ritul zairez
Ritul tridentin
Rituri moarte (african, celtic, galican, de Sarum, lionez, Nidaros, de Aquileia, de Benevento)

### Rituri siriene de apus
1. Biserica Maronită
2. Biserica Catolică Siriacă
3. Biserica Siro-Malankară

### Rituri siriene de răsărit
1. Biserica Caldeeană Catolică
2. Biserica Siro-Malabară

### Ritul armean
1. Biserica Armeano-Catolică

### Ritul bizantin
1. Biserica Greco-Catolică Albaneză
2. Biserica Greco-Catolică Bulgară
3. Biserica Greco-Catolică Greacă (Grecia și Turcia)
4. Biserica Greco-Catolică Italo-Albaneză
5. Biserica Eparhiei de Krizevci (Serbia)
6. Biserica Greco-Catolică din Macedonia
7. Biserica Greco-Catolică Melkită
8. Biserica Română Unită cu Roma
9. Biserica Greco-Catolică Rusă
10. Biserica Greco-Catolică Ruteană (SUA)
11. Biserica Greco-Catolică Slovacă
12. Biserica Ucraineană Catolică
13. Biserica Greco-Catolică Maghiară
14. Biserica Greco-Catolică Bielorusă

### Rituri de origine alexandrină
1. Biserica Coptă Catolică
2. Biserica Etiopiană Catolică